# Parc industriel et portuaire de Bécancour
Le Parc industriel et portuaire de Bécancour (PIPB) est un parc industriel et un port de commerce situé sur le bord du fleuve Saint-Laurent, à Bécancour, en face de l'agglomération de Trois-Rivières.
Né de la volonté du gouvernement du Québec de créer un parc sidérurgique sur les rives du Saint-Laurent dans les années 1960, le parc de 7 000 hectares est géré par une société d'État, la SPIPB. Le parc accueille des industries lourdes énergivores, dont une aluminerie d'une capacité de 400 000 tonnes par an, copropriété d'Alcoa et de Rio Tinto Alcan, d'autres entreprises du secteur de l'électrométallurgie ainsi que des usines chimiques. 
Le parc a également accueilli pendant 20 ans la principale usine de production de magnésium au monde. Ouverte en 1986, l'usine de Norsk Hydro produisait 51 000 tonnes et écoulait sa production auprès des fabricants automobiles. L'augmentation de la capacité de production en Chine, l'augmentation des prix de l'énergie et la hausse du dollar canadien ont forcé sa fermeture en 2006. 
Le parc industriel fonde sa promotion par sur la qualité de ses infrastructures de transport et sur la disponibilité d'énergie. Il est situé à la confluence de trois grands axes du réseau de transport d'électricité d'Hydro-Québec —la Manicouagan et Churchill Falls, la baie James et le réseau de centrales de la rivière Saint-Maurice— en plus d'être relié au réseau continental de gaz naturel par une conduite à haute pression de 2 400 kPa.
Le port, qui peut accueillir simultanément cinq navires d'un tirant d'eau de 10,67 m a accru ses activités au cours des dernières années. Quelque 148 cargos ont fait escale à Bécancour en 2011 pour un volume de 2 millions de tonnes, en hausse de 27 % sur l'année précédente. Plus de 95 % des volumes manutentionnés proviennent ou sont destinées aux usines du parc industriel. 